# Sport Grupo Sacavenense
 (février 2019).
Si vous disposez d'ouvrages ou d'articles de référence ou si vous connaissez des sites web de qualité traitant du thème abordé ici, merci de compléter l'article en donnant les références utiles à sa vérifiabilité et en les liant à la section « Notes et références ».
Maillots
Le Sacavensne SG est un club de football portugais basé à Sacavém dans la banlieue de Lisbonne.
Le club évolue en troisième division (série D).

## Historique
Parmi les titres obtenus par le Sport Grupo Sacavenense se trouve la III Divisão lors de la saison 1977-1978.
Le club passe cinq saisons en troisième division entre 2014 et 2019.
Il obtient son meilleur classement en D3 lors de la saison 2016-2017, où il termine 1er du Groupe G, avec un total de 12 victoires, 4 matchs nuls et 2 défaites. Il termine ensuite 5e de la Poule Sud, avec un total de 4 victoires, 5 matchs nuls et 5 défaites.